# 青天大睛
『青天大晴』（せいてんたいせい）は、相原実貴による日本の漫画作品。
『別冊少女コミック』（小学館）にて1998年9月号から2000年9月号まで連載されていた。単行本は全6巻、文庫版は全3巻。

## あらすじ
何となく学校へ行き、何となく友達と遊ぶなど、極めて平穏な毎日を過ごしていた亜子は、教師の片寄に恋をしてしまったことから、生活が一変する。少しでも片寄の傍で過ごそうと、亜子はバスケ部のマネージャーになり、アプローチする。

## 登場人物
堂本 亜子（どうもと あこ）
普通の女子高生。生温い毎日を送っていたが、片寄に恋をし、片寄が顧問を務めるバスケ部にマネージャーとして入部。
片寄 明仁（かたよせ あきひと）
社会科の教師。担当は世界史。早稲田大学教育学部卒。泰地・克己の担任で、男子バスケ部の顧問。
佐藤 泰地（さとう たいじ）
克己の親友で、バスケ部所属。亜子のことが好き。
普段はおとなしく、可愛らしい顔立ちだが、中学生の時は「狂犬」と恐れられるほど、喧嘩と暴力に明け暮れていた。亜子が片寄のことを好きだと判明してからは、キレやすくなる。
堂本 克己（どうもと かつみ）
亜子の弟。バスケ部所属。過去の泰地を知らなかったが、知ってからは戸惑いつつも心底心配する。
仁科 みさき（にしな みさき）
亜子のクラスメイト。1年生の時からバスケ部のマネージャーをしている。沖野とは中学生の時からの同級生。中学生の時、片寄のことが好きだった。
沖野 秋哉（おきの しゅうや）
バスケ部所属。部活にはあまり真面目に取り組んでいない。中学生の時もバスケ部に所属しており、片寄がコーチに来ていたが、一番大切な試合に来なかったことで、裏切られたと感じている。
佐沙木 燿子（ささき ようこ）
明仁の妻。夫婦別姓。仮面夫婦で、夫婦仲は冷えきっている。横浜の男子校で英語教師をしている。美人。
佐沙木 潤（ささき じゅん）
燿子の息子。名門校の幼稚舎（小学生）に通っている。
志賀（しが）
女子バスケ部顧問。英語教師。片寄と燿子が夫婦だと知らずに、燿子に一目惚れする。